# Притезание
Притезание е право на иск от страна на кредитор, възникнало въз основа на договор или друго облигационно отношение, което право може да се осъществи по принудителен ред, ако длъжникът откаже доброволно да изпълни своето задължение.

## В книжовния език
В българската книжнина означава искане, претенция.
Това значеше, че той се отказва завинаги от притезанията си върху търновския престол. – Иван Вазов, Съчинение XIII, 136.
В списание „Братски труд“ биват напечатани трудове от Каравелов, ..., народни песни, както и статии, в които исторически и политически се оборват притезанията на гърците за духовно владичество над българите. – Михаил Арнаудов, КДБ, 43.